# Xenorhina oxycephala
Xenorhina oxycephala es una especie  de anfibios de la familia Microhylidae.

## Distribución geográfica
Se encuentra en Nueva Guinea Occidental (Indonesia) y Papúa Nueva Guinea.